# ۳-شینوکلیدینول‌بنزینات
۳-شینوکلیدینول‌بنزینات (به انگلیسی: 3-Quinuclidinyl benzilate) با فرمول شیمیایی C۲۱H۲۳NO۳ یک ترکیب شیمیایی با شناسه پاب‌کم ۲۳۰۵۶ است. که جرم مولی آن ۳۳۷٫۴۱ گرم بر مول می‌باشد.